# Ворошиловская батарея
«Вороши́ловская батаре́я» — береговая башенная батарея № 981 имени товарища Клима Ворошилова калибром 305 миллиметров.
981-я батарея расположена на острове Русском во Владивостоке, и состояла из двух башен. Под каждой из двух башен расположены подземные жилые, технические помещения и склады боевого запаса, всего три этажа. Башни соединяются между собой через потерну глубокого заложения длиной 250 метров. Во многом именно благодаря Береговой батарее № 981 японский флот не рисковал приближаться к берегам южной части Русского Дальнего Востока.

## История

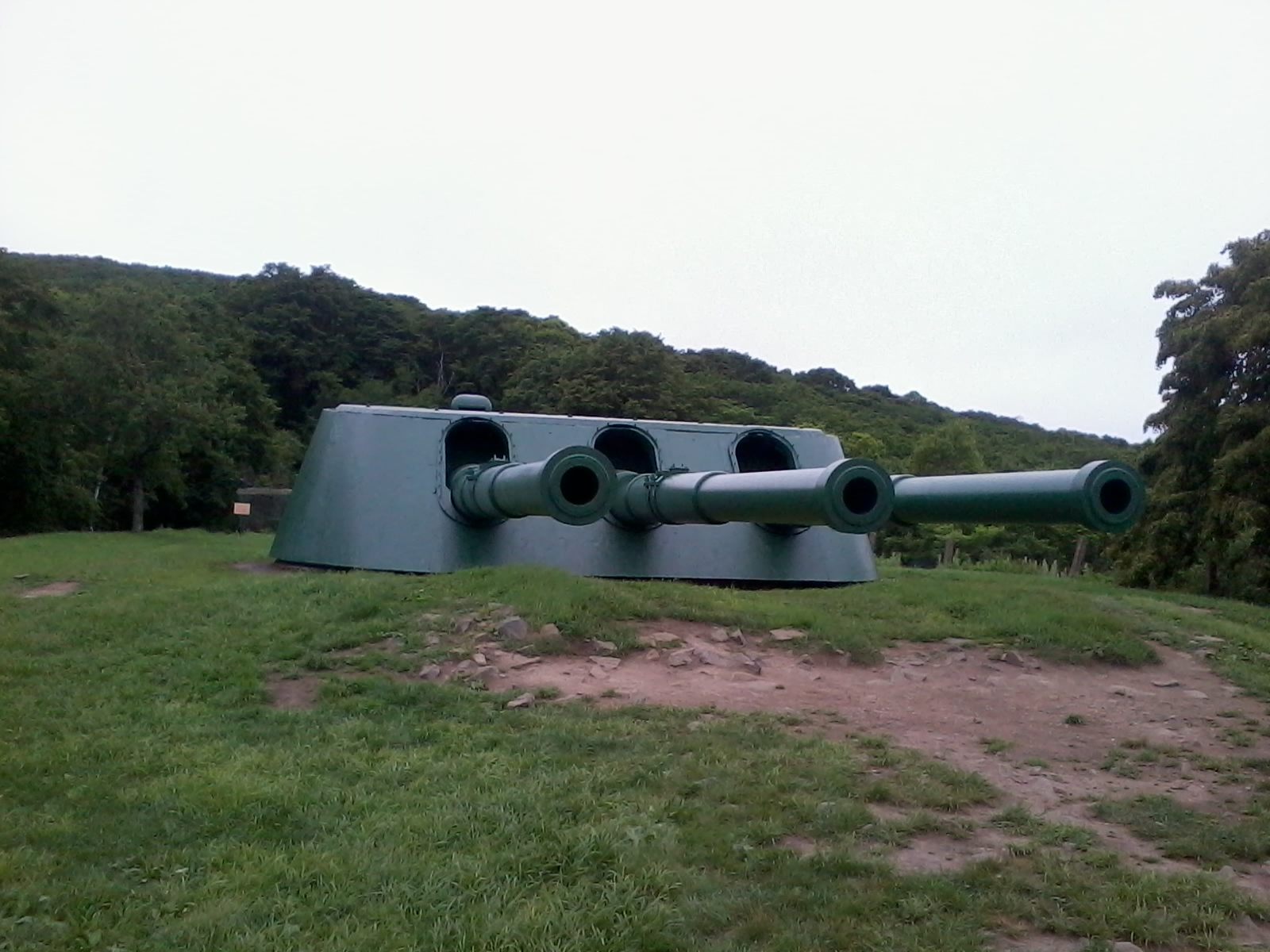
Башня № 2 Ворошиловской батареи.

Владивостокская крепость как сооружение в целом занимала площадь около 200 квадратных километров, а её бетонные форты со стороны суши охватывали, в 1920-е годы, полукольцом весь приморский город. Владивосток со стороны Японского моря был надёжно прикрыт островом Русский, как составной часть крепости Владивосток, и на нём имелись береговые батареи, противодесантные капониры, и несколько фортов с артиллерией, но после окончания Гражданской войны и иностранной военной интервенции они были разоружены. К началу 1930-х годов в мире заметно возросла вероятность будущей глобальной войны, понимая это правительство рабочих и крестьян обратило внимание на оборону Владивостока, как главного опорного пункта Советского Союза на тихоокеанском побережье государства.
Весной 1931 года Реввоенсовет Союза ССР принял решение — усилить оборону города Владивосток. Комиссия во главе с Наркомом обороны Климом Ворошиловым выбрала для нового «плацдарма» остров, высоту вблизи восточного угла бухты Новик. Здесь решено было установить башенную 305-мм артиллерийскую батарею, вооружив её двумя трёхорудийными бронебашенными установками с линейного корабля «Михаил Фрунзе» (бывший линкор «Полтава»), которые после переоборудования получили обозначение МБ-3-12ФМ.
Для руководства защитой и обороной дальневосточных рубежей в апреле 1932 года правительство Союза приняло решение о сформировании Морских сил Дальнего Востока.
В течение 1932—1933 годов удалось выполнить бо́льшую часть бетонных, скальных и подземных работ. Детали башен и орудийные стволы на остров переправляли баржами. Для транспортировки башенных конструкций от мыса Полонского на берегу бухты Новик проложили железную дорогу. Механизмы и металлоконструкции к месту строительства батареи доставляли по льду, используя тракторные волокуши. Монтаж первой башни был закончен 1 февраля 1934 года, вторую сдали 1 апреля. 11 ноября того же года только что сформированной батарее присвоили имя К. Ворошилова. Первым командиром батареи назначили майора Николая Арсеньева. В 1941 году были установлены новые стволы, а старые сняты (на них произведено лейнирование, ныне лежат возле башен).
В ходе реформирования Вооружённых сил Российской Федерации в 1997 году батарея как боевая единица была расформирована, а на её основе с 1998 года создан филиал Военно-исторического музея ТОФ — Мемориальный комплекс «Ворошиловская батарея». Аналогичная по вооружению батарея находится в Севастополе: 30-я бронебашенная батарея, также вооружённая двумя башнями с линкора «Фрунзе».

## В культуре
В 1987 году на территории батареи проводились съемки художественного фильма «Моонзунд» по мотивам одноимённого романа Валентина Пикуля. Орудие с батареи изображало боевую башню корабля.